# Čejkové z Badenfeldu
Čejkové z Badenfeldu (německy: Czeike von Badenfeld) byl slezský podnikatelský a šlechtický rod původem z Opavy. V 18. století se Karel Antonín Čejka prosadil jako podnikatel v textilním průmyslu a byl povýšen do šlechtického stavu. V další generaci rod dosáhl povýšení do stavu svobodných pánů (1827). Kromě podnikatelských aktivit na Opavsku vlastnili v 18. a 19. století několik panství a zámků na severní Moravě a ve Slezsku (Fulnek, Dřevohostice, Slezské Rudoltice).

## Historie

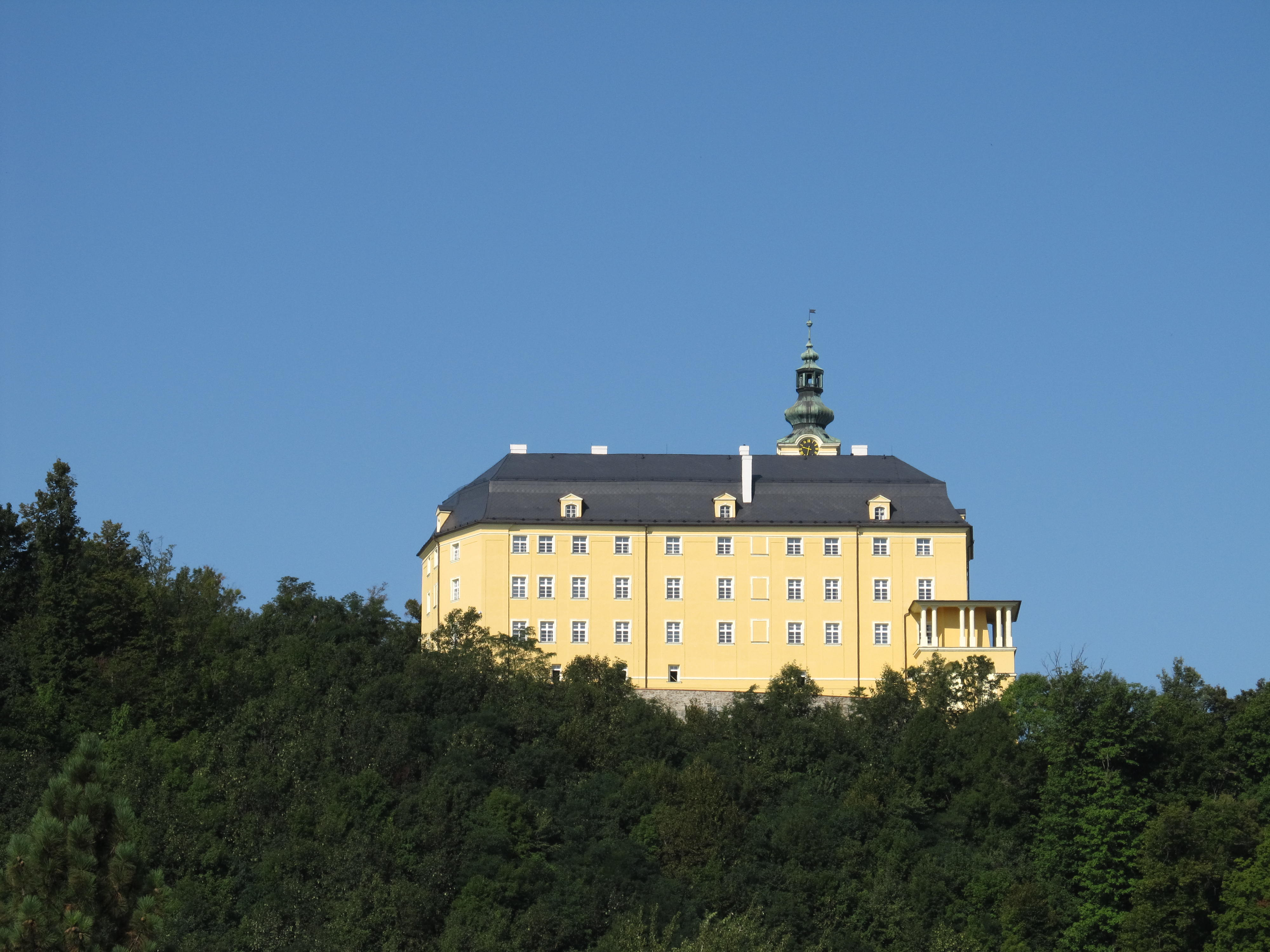
Zámek Fulnek, majetek rodu Čejků 1788–1842

Jedním z prvních příslušníků rodu je Martin Čejka (Czeike), který je poprvé zmiňován ke dni 21. srpna 1634 při příležitosti uzavření sňatku. Další zmínka pochází z 31. července 1644, kdy si vzal Annu, dceru Blasia Polentaria, jenž byl ředitelem kůru v kostele sv. Jiří v Opavě. Podle všeho se tedy již v té době jednalo o váženého měšťana. Pokračovateli rodu byli Martin (1641–1699), Jiří František (1671–1715) a Martin Ignác (1706–1733).
V 18. století z rodiny vynikl Karel Antonín (1732-1809). Ten brzy po narození osiřel a vychovával ho otčím Jan Adam Pröbstel. Po jeho smrti Karel Antonín získal dům na Horním náměstí v Opavě. Dále nechal v Otické ulici vybudovat barvírnu a sklad sukna. Jako výrobce textilu zbohatl dodávkami pro armádu za sedmileté války, do Opavy povolal soukeníky a tkalce z různých regionů a v roce 1770 ve svých manufakturách zaměstnával již přes 1000 dělníků. Nakupoval kvalitní vlnu, produkoval však výrobky průměrné kvality, prosadil se s nimi ale v celé habsburské monarchii, později se uplatnil i na zahraničních trzích (Bavorsko, Polsko, Turecko). Za zásluhy o rozvoj průmyslu byl v roce 1771 nobilitován s predikátem z Badenfeldu. V roce 1788 získal šlechtický titul rytíře.
Karel Antonín Čejka své zisky zpětně investoval do rozvoje průmyslových podniků, později se ale zaměřil na nákupy velkostatků a z podnikatelské rodiny stál u zrodu pozemkové aristokracie s šlechtickým titulem. V roce 1788 odkoupil za 377 000 zlatých od hrabat z Vrbna panství Fulnek. Dále zakoupil Jilešovice a Chabičov, Bohušov a Dolní Povelice. Jako věřitel hraběte z Hodic získal v roce 1773 část jeho movitého majetku, v dražbě nakonec v roce 1791 koupil celé Hodicovo panství Slezské Rudoltice.

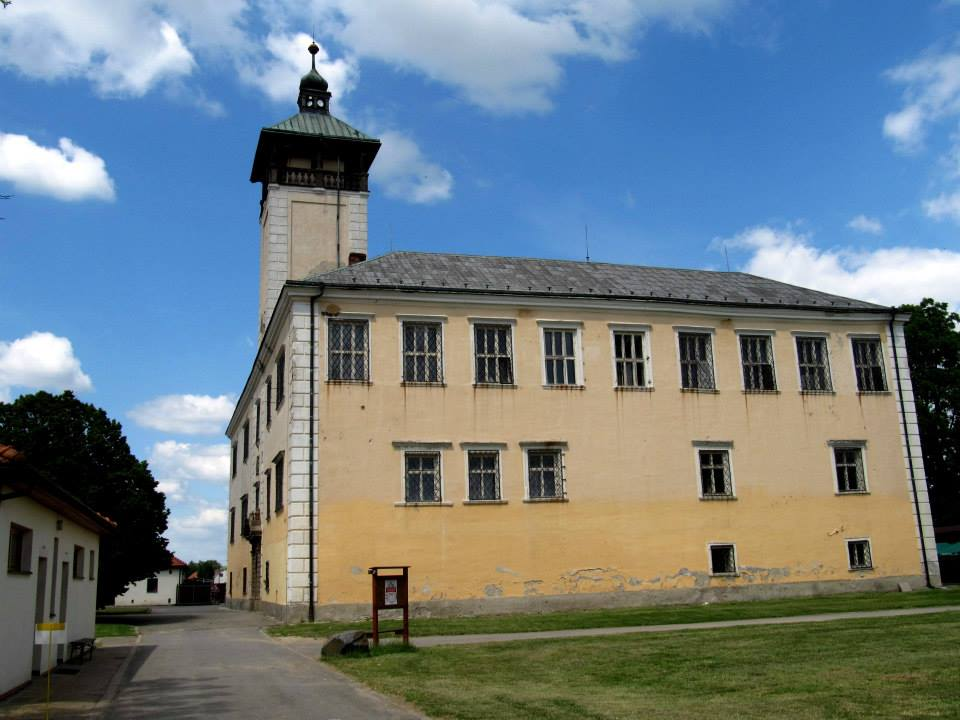
Zámek Dřevohostice, majetek Čejků 1839–1897

Nástupcem Karla Antonína byl nejstarší syn Karel Josef (1764–1842), který byl za otcovy zásluhy v roce 1827 povýšen do stavu svobodných pánů. Po požáru Fulneku (1801) realizoval stavební úpravy zámku a předevšímn rozšířil zámecký park. V roce 1839 přikoupil panství Dřevohostice, kde později došlo také ke stavebním úpravám zámku. Dědicové v roce 1842 prodali Fulnek za 740 000 zlatých belgickému králi Leopoldovi I. (zahraniční panovníci tehdy nesměli vlastnit majetek v Rakousku, prostředníkem koupě byl osobní lékař Leopolda I. Christian Friedrich von Stockmar. Pokračovatelem této linie byl Karel Eduard (1794–1864), který byl majitelem Dřevohostic a dalších statků v Rakousku. Jeho dědičkou byla dcera Leonie (1838–1911), provdaná do starého moravského rodu Skrbenských. Její syn Lev Skrbenský z Hříště (1863–1938) strávil na zámku Dřevohostice část dětství, později byl arcibiskupem v Praze a arcibiskupem v Olomouci. Leonie byla majitelkou velkostatku Dřevohostice s rozlohou přes 500 hektarů půdy a hodnotou 375 000 zlatých do roku 1897, kdy jej prodala za 225 000 zlatých obci Dřevohostice pro potřeby zřízení školy. 
Nejmladší syn Karla Antonína Eduard (1800-1860) byl básníkem a většinu života žil pod pseudonymem Eduard Silesius v Drážďanech. František (1767–1829), bratr Karla Josefa, zakoupil Mokré Lazce, Chabičov, Štítinu, Dvořisko, Kravařov, Hrabyni a Smolkov. Těmi obchody se však zadlužil a musel některé statky prodat velmistru Řádu německých rytířů, arcivévodovi Maxmiliánovi, za 340 000 zlatých.

## Erb
V erbu měli modro-červeně čtvrcený štít uprostřed se zlatým štítkem a v něm černou orlici. V 1. poli štítu se nacházela na moři dvoustěžňová loď s červenými plachtami. V 2. a 3. poli byl zlatý lev směřujíc do středu štítu, držící stříbrnou kotvu. V 4. poli pak byla trojice zlatých hvězd. Nad štítem pak byla umístěna trojice klenotů – mezi stříbrno-červeně dělenou dvojicí buvolích rohů byl muž v červeném šatu a držící klas, dále se tu nacházela rozevřená černá křídla se zlatým perizoniem a zlatý lev se stříbrnou kotvou.

## Rodokmen
Karel Anton Czeike von Badenfeld(1732–1809) ∞ 1. Barbora Rumolt von Liebenthal, 2. Josefina Jahn
1. Karel Josef Czeike von Badenfeld (1764–1842) ∞ Kateřina von Hauer(1773–1855)[1]
  1. A. Karel Boromejský Eduard Mořic(1794–1864) ∞ Maria Filipína Erdödy de Monyorokerek
    1. B. Irena(1836–1856) ∞ František von Beulwitz
    2. B. Leonie(1838–1911) ∞ Filip Skrbenský z Hříště

  2. A. Ludvíka Barbora
  3. A. Vilém Josef Eduard (1796–1863)  ∞ Emilie Chorinská z Ledské[1]
    1. B. Vilemína(1830–1899)  ∞ František von Ensch
    2. B. Emilien
    3. B. František de Paula Otto(1833–1890)  ∞ Helena hraběnka Bulgarini[14]
      1. C. Ernst Maria(1865–1921)
      2. C. Marie Luisa (1903–1976) ∞ ∞ Andreas von Gizowski
      3. C. Vilém (1867–1931)  ∞ Marie von Wehner
      4. C. Marie Helena(1872–1916)  ∞ Egon Peter Maria von Bulgarini[1]
      5. C. Marie Gisela(1873–1941)  ∞ František Julius von Wehner
      6. C. Oskar(1875–1931)  ∞ Sophie Petra von Bulgarini
        1. D. Johanna (1900/01–1941)
        2. D. Margarete(1902–2003)
        3. D. Egon Maria(1903–1976) ∞ Walpurga von Spaun
          1. E. Ursula(1939)
            1. F. Christian Gottlieb Badenfeld

          2. E. Beatrix Maria(1940) ∞ Karl Heinz Hecke
          3. E. Maria Walpurga(1942) ∞ Bruno Gritzky
          4. E. Alexander(1943–1996) ∞ Elisabeth Peyrin

        4. D. František de Paula(1904–1985) ∞ Margarethe Arich
          1. E. Astrid(1950) ∞ Ernst Petrovsky

        5. D. Helena Maria Sophia (1906)
        6. D. Alice Marie Helena (1907–1990)

    4. B. Anna(1837–1904)  ∞ Roderich Leonhard Arz von und zu Vasseg[1]

  4. A. Marie Julie Anna(1797–1835) ∞ Jiří Bernhard von Unkhrechtsberg
  5. A. Eduard Karel František(Eduard Silesius), (1797–1835) ∞ 1.Marie Carbon de Lery, 2. Adelaide Carbon de Lery[1]
    1. B. Laura Kateřina(1828–1861) ∞ Ludvík Adam Gruttschreiber-Czopkendorf
    2. B. Adelhaid(*1829)
    3. B. Eduard(1830–1870)
    4. B. František(1833–1901), v roce 1865 emigroval do USA, přijal jméno Francis Badenfeld
    5. B. Edmund(*1835)
    6. B. Karel(*1836)
    7. B. Františka(*1837)[1]
2. František von Badenfeld(1767–1829) ∞ Anna Helvettü[6]
  1. A. Ernst Otto ∞ Marie von Puthan
3. Josef von Badenfeld(1776–1844) ∞ Terezie Wenzelides
  1. A. Rudolf (1811–1869) ∞ Anna Scholz
    1. B. Alexander (1849–1871)
    2. B. Alfréd (1851–1851)
    3. B. Marie ∞ Hugo Merkel
4. Emanuel von Badenfeld(1776–1844) ∞ 1.Terezie von Beer, 2. Josefina Hillerbrand[6]